# Stadio Šachtar
Lo stadio Šachtar (in ucraino Шахтар стадіон?, Šachtar stadion; in russo Шахтёр стадион?, Šachtër stadion) è uno stadio ucraino di uso polivalente situato a Donec'k.
La sua capienza è di 31.718 posti e, a livello calcistico, ospita le gare della squadra riserve dello Šachtar Donec'k.
L'impianto, costruito nel 1936, venne ristrutturato nel 1950, nel 1966, nel 1981 e nel 2000.
Nel 2009 è stato sostituito dalla Donbass Arena, un nuovo impianto che ha ospitato le partite dello Šachtar Donec'k fino al 2014, anno in cui la Russia ha invaso e occupato, per ragioni politico-militari, la regione del Donbass.